# Sabin (đơn vị)
Một sabin là một đơn vị hấp thụ âm thanh.
Sabin có thể được tính toán với một trong hai hệ thống đơn vị imperial hoặc metric. Một mét vuông vật liệu hấp thụ 100% có giá trị bằng một sabin imperial, và một mét vuông vật liệu hấp thụ 100% có giá trị một sabin metric.
Tổng độ hấp thụ A trong hệ thống sabin metric cho một căn phòng chứa nhiều loại bề mặt được cho bởi:
A = S 1 α 1 + S 2 α 2 +... + S n α n = ΣS i α i
với
S 1, S 2,..., S n là các khu vực của các bề mặt trong phòng (m²)
và
α 1, α 2,..., α n là các hệ số hấp thụ của các bề mặt.
Sabins được sử dụng để tính toán thời gian vang vọng của phòng hòa nhạc, nhà hát giảng đường và phòng thu âm. Đơn vị này được đặt theo tên của Wallace Clement Sabine, người sáng lập lĩnh vực âm học kiến trúc, người đã áp dụng thành công những phát hiện khoa học của mình cho Nhà hát Giao hưởng, Boston.